# Alejandro Fernández
Pour les articles homonymes, voir Fernández.
Alejandro Fernández, né à Guadalajara le 24 avril 1971, est un chanteur mexicain très populaire aussi bien en Amérique latine qu'en Espagne. Il s'est d'abord spécialisé dans les formes traditionnelles de la musique régionale mexicaine comme le mariachi. Plus tard, il s'est diversifié dans la pop latine avec des touches urbaines, des ballades et des boléros.

## Débuts
Fils d'un chanteur passionné par la musique traditionnelle mexicaine (Vicente Fernández) et de María del Refugio Abarca, il grandit dans une famille traditionnellement unie. S'il y a bien trois choses qui caractérisent Alejandro Fernández, c'est la passion véritable qu'il voue à son pays, le respect profond qu'il éprouve pour son père et ce sens inné de la musique qui coule dans son sang.
Depuis son plus jeune âge, il dévoile un sensibilité toute particulière dans sa musique. Notamment lorsqu'à l'âge de 5 ans il éclate en sanglots devant plus de 10 000 personnes en interprétant la chanson Alejandra, débordé par l'émotion que lui procure un public aussi imposant. C'est d'ailleurs un an plus tard qu'il tournera pour la première dans un film : Picarda Mexicana fut son premier tournage et son premier cachet en tant qu'artiste.
Il ne réalisait pas encore à l'époque le tournant exceptionnel qu'allait prendre sa vie par la suite. À cette époque, seul chanter dans de petites réunions familiales ou avec son père (lorsque celui-ci l'invitait à monter sur scène) l'amusait.
Ce n'est que quelques années plus tard qu'Alejandro Fernández pose sa voix sur un album (au côté de son père) consacré à la musique mexicaine. México, voz y sentimiento fut un grand succès au Mexique. À partir de cet instant, il ressentit le besoin de chanter professionnellement.
Alejandro Fernández garda une amitié toute particulière pour le chanteur Juan Gabriel avec qui il interprète magistralement le titre te sigo amando.
Fernández a de nouveau été nommé dans la sixième édition du Latin Grammy, dans la catégorie du meilleur album vocal pop masculin. En novembre 2005, il lance sa production « México-Madrid en Directo y sin Escalas », ainsi qu'une tournée réussie dans plusieurs pays d'Amérique latine.
En 2007, Alejandro Fernández enregistre le thème Amor Gitano de la telenovela Zorro avec la chanteuse et actrice américaine Beyonce qui l'interprète avec lui en espagnol.
Le 8 mai 2013, il invite Christina Aguilera à chanter sur le single Hoy Tengo Ganas De Ti, qui s'érige à la première place du classement au Mexique avec plus de 65 000 ventes digitales.

## Premiers succès
C'est en décembre 1991 qu'Alejandro Fernández sort son premier album s'intitulant simplement Alejandro Fernández.

## Discographie
- Alejandro Fernández (1992)
- Piel de Niña (1993)
- Grandes Exitos a la Manera de Alejandro Fernandez (1994)
- Que Seas Muy Feliz (1995)
- Muy Dentro de Mi Corazon (1996)
- Me Estoy Enamorando (1997)
- Mi Verdad (1999)
- Christmastime in Vienna (Plácido Domingo, Patricia Kaas et Alejandro Fernandez) (1999)
- Entre Tus Brazos (2000)
- Origenes (2001)
- Niña Amada Mia (2003)
- Un Canto de Mexico en Vivo Desde Bellas Artes (2003)
- Vicente Y Alejandro Juntos Por Ultima Vez (2003)
- Zapata: El sueño de un héroe (soundtrack, 2004)
- 100 Años de Música Mexicana en Vivo (2004)
- A Corazon Abierto (2004)
- Viento A Favor (2007)
- Amor Gitano
- de noche: clasicos a mi manera... 2008